# Helmut Seidenbusch

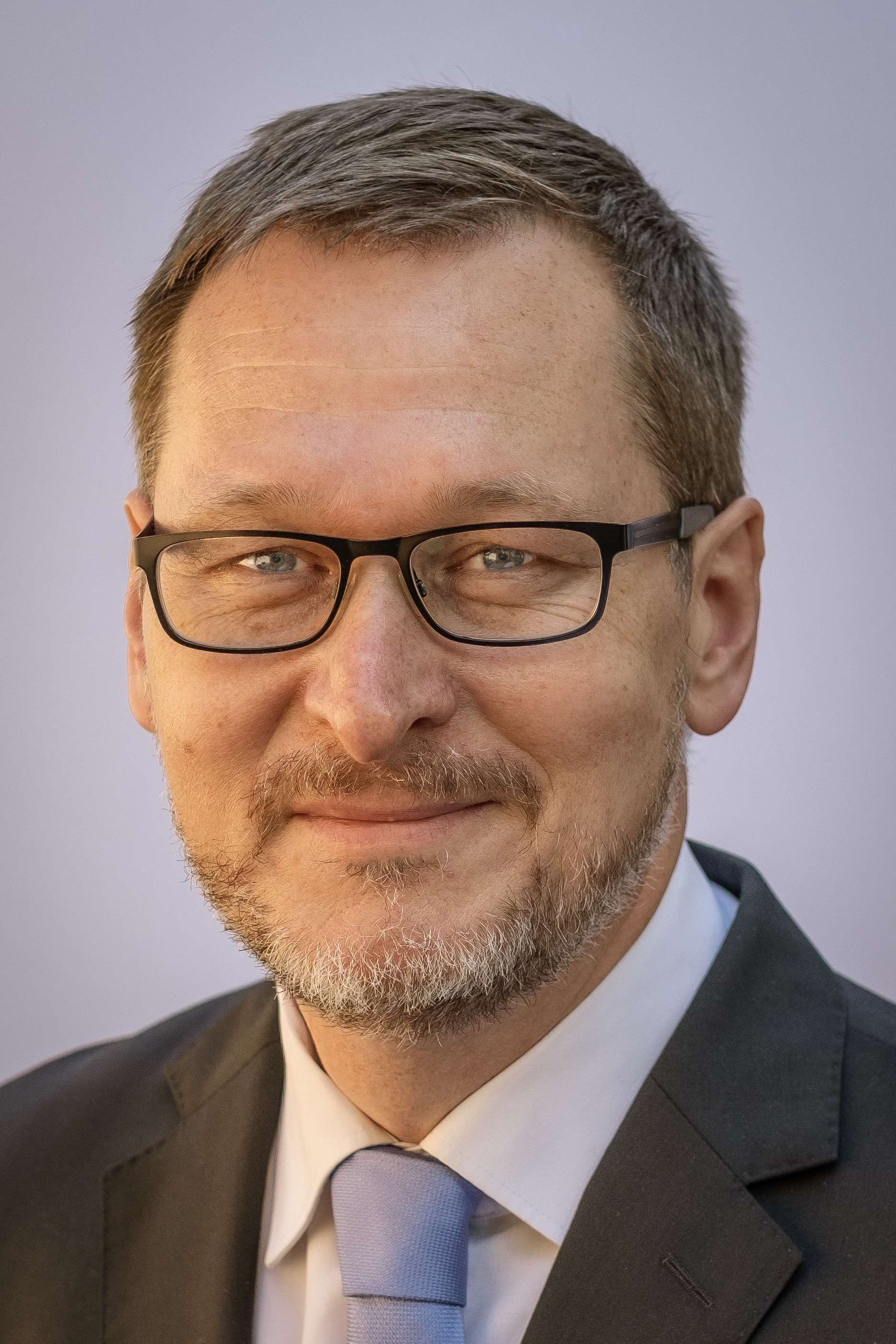
Helmut Seidenbusch

Helmut Seidenbusch (* 1969) ist ein österreichischer Sänger, Kulturmanager und Stiftungsmanager. Er arbeitet als Leiter des Bereichs Kulturelle Bildung  bei der Stiftung Mercator in Essen.

## Leben
Seidenbusch stammt aus Ried im Innkreis, wo er auch die Schulen besuchte. Er studierte Gesang am Mozarteum Salzburg, an der Musikakademie Basel und am Konservatorium Utrecht, sowie Chorleitung bei Hans-Martin Linde ebenfalls in Basel. Ab 1993 war er als klassischer Sänger (Bass) tätig, zunächst nur im Konzertfach, ab 1996 auch in Opernproduktionen. Er gastierte unter anderem am Theater Basel, an der Semperoper Dresden und an der Oper Frankfurt. Engagements führten ihn zum Festival Aix-en-Provence, dem Lincoln Center Festival New York und zum Steirischen Herbst. Helmut Seidenbusch sang in etwa 80 Uraufführungen. 
Ab 2007 studierte Seidenbusch Theater- und Orchestermanagement an der Hochschule für Musik und Darstellende Kunst Frankfurt am Main. 2009 arbeitete er am Staatstheater Karlsruhe als Disponent und Produktionsleiter. Von 2009 bis 2012 war er Education Manager beim Beethovenfest Bonn.
2012 gründete er die Agentur Seidenbusch Musik Management. Die Agentur verband das klassische Künstlermanagement mit einem Beratungsbüro und bot Dienstleistungen zu Organisationsentwicklung, Fundraising und Musikvermittlung an. Er war ebenfalls Projektleiter an der Bundesakademie für musikalische Jugendbildung in Trossingen sowie Dozent an der Hochschule für Musik Detmold und der Universität Bielefeld.
2016 übernahm Seidenbusch die Leitung des Programms Musikalische Förderung der Bertelsmann Stiftung. Das Programm arbeitet im Bereich kulturelle Bildung, unter anderem als Mitglied des Rats für kulturelle Bildung und in der Förderung junger Opernsänger.
Seit 2021 leitet er den Bereich Kulturelle Bildung bei der Stiftung Mercator.
Seidenbusch ist verheiratet, hat drei Kinder und lebt in Bielefeld. 